# Adorazione dei pastori (Luca Giordano)
L'Adorazione dei pastori  è un dipinto a olio su tela (115 × 136 cm) di Luca Giordano, databile al 1688 circa e conservato presso il museo del Louvre di Parigi.

## Descrizione
L'opera fu eseguita per essere ospitata nella camera della regina nel palazzo Reale di Madrid e la tela fu effettuata in contemporanea con un altro dipinto del Giordano destinato allo stesso palazzo, lo sposalizio della Vergine.
Il dipinto mostra la Vergine Maria che sta tenendo il Bambino Gesù in braccio, mentre Giuseppe è in piedi al suo fianco (sul lato destro del quadro). Diversi cherubini, ammiranti la Sacra Famiglia illuminata da un forte fascio di luce, sono posti invece sul lato sinistro in posizione sopraelevata rispetto alla stessa. Ancora, un gruppo di pastori si avvicina sempre da sinistra portando doni in segno di adorazione per il Bambin Gesù. Il pastore in piedi posto in primo piano rispetto agli altri dà alla composizione un senso di dinamismo, mentre il pastore in ginocchio con le braccia incrociate sul petto crea un'atmosfera di contemplazione.